# صي-ميريكا (مصطلح سياسي)
صي-ميريكا (بالإنجليزية: Chimerica) هو مصطلح مستحدث ولفظ منحوت للعربية من اللغة الإنجليزية صاغه نيال فيرغسون وموريتز شولاريك يصف العلاقة التكاملية بين الصين والولايات المتحدة، مع إشارة عرضية إلى حيوان الكمير الأسطوري. على الرغم من أن المصطلح يشير إلى حد كبير إلى الاقتصاد، إلا أن هناك عنصرًا سياسيًا أيضًا.

## الأصل
صاغه المؤرخ نيال فيرجسون والخبير الاقتصادي موريتز شولاريك لأول مرة في أواخر عام 2006، وهما يجادلان بأن الادخار من قبل الصينيين والإفراط في الإنفاق من قبل الأمريكيين أدى إلى فترة لا تصدق من تكوين الثروة التي ساهمت في الأزمة المالية في 2007-2008. لسنوات، راكمت الصين احتياطيات كبيرة من العملات ووجهتها إلى الأوراق المالية الحكومية الأمريكية، مما أبقى معدلات الفائدة الاسمية والحقيقية طويلة الأجل منخفضة بشكل مصطنع في الولايات المتحدة. يصف فيرغسون صي-ميريكا بأنه اقتصاد واحد «يمثل حوالي 13% من سطح الأرض، وربع سكانه، وحوالي ثلث الناتج المحلي الإجمالي، وأكثر من نصف النمو الاقتصادي العالمي في السنوات الستة الماضية.»  ويشير إلى أن صي-ميريكا يمكن أن تنتهي إذا انفصلت الصين عن الولايات المتحدة، مما سيؤدي إلى تحول في القوة العالمية والسماح للصين «باستكشاف مجالات أخرى من النفوذ العالمي، من خلال منظمة شانغهاي للتعاون».
يشير تراكم الديون الأمريكية، التي قُدرت بأكثر من 800 مليار دولار، إلى أن البلدين مرتبطان ارتباطًا جوهريًا؛ يشير التكافل الاقتصادي السائد بين الاثنين إلى أن الانفصال سيضر كلا البلدين وسيكون كارثيًا على الاقتصاد العالمي. طريقة أخرى لقياس هذا التكامل هي العجز التجاري. بلغ العجز التجاري للولايات المتحدة مع الصين 295 مليار دولار في عام 2011، مما يعني أن الولايات المتحدة استوردت سلعًا وخدمات من الصين أكثر بكثير مما أصدرته إلى الصين. قدر معهد السياسة الاقتصادية أنه في الفترة من 2001 إلى 2011، فقدت 2.7 مليون وظيفة أمريكية لصالح الصين.
تبرز فكرة صي-ميريكا بشكل بارز في كتاب فيرغسون لعام 2008 والفيلم الوثائقي التلفزيوني صعود المال، والذي يستعرض تاريخ المال والائتمان والخدمات المصرفية.